# Rapi:t
El Rapi:t (ラピート), es un servicio de tren operado en Japón desde 1994 por la Nankai Electric Railway, sirviendo al Aeropuerto internacional de Kansai desde varias estaciones del Keihanshin. Los servicios son aproximadamente de media hora por las mañanas y tardes, y de una hora al mediodía. El principal competidor principal del Rapi:t es el Haruka de la compañía West Japan Railway Company (JR West).

## Servicio
El Rapi:t se detiene en las siguientes estaciones:
- Namba
- Shin-Imamiya
- Tengachaya
- Sakaishi
- Kishiwada
- Izumisano
- Aeropuerto internacional de Kansai